# 決戰異世界：弒血之戰
《決戰異世界：弒血之戰》（英語：Underworld: Blood Wars，前稱作）是一部於2016年上映的美國動作和驚悚電影，由安娜·福斯特執導，柯瑞·古德曼編劇，同時也是福斯特的導演處女作。本片為「決戰異世界系列電影」的第五部電影作品，以及2012年電影《決戰異世界：未來復甦》的續集。由凱特·貝琴薩再度飾演女主角莎倫娜，其他主演包括席歐·詹姆斯、托比亞·曼齊司、拉娜·普拉芙、克萊曼汀·尼科爾森、布拉德利·詹姆斯、泰倫特·蓋勒特與查爾斯·丹斯。
該片定於2017年1月6日在美國上映，而臺灣和港澳則搶先於2016年12月1日上映。

## 劇情
故事敘述當吸血鬼與狼人仍處於恩怨相殺的情況時，狼人擁有了新的領袖馬略斯，使得莎倫娜必須再次挺身而出解決吸血鬼、狼人，甚至是人類間的亂鬥。

## 演員
| 演員              | 角色                     | 備註 |
| 凱特·貝琴薩       | 莎倫娜                   | 吸血鬼皇族的頂級死士（殺手），遭其背叛後與男友流浪，唯一不怕阳光的吸血鬼。但被人類囚禁十二年，狼人男友不知下落，還擁有了混血族的女兒。為了保護她的安全，所以離開她的身邊。自己獨自尋找男友。被馬略斯重傷后被莉娜用神奇巫术令其复活，还获得瞬身術。后被赦免, 成为新任王者之一。 |
| 席歐·詹姆斯       | 大衛 David               | 吸血鬼三王者之一阿蜜莉亞的兒子。其母遭殺害後被父親吸血鬼長老撫養。吸血鬼王者的血脈。吸血鬼皇族的唯一繼承人，曾经被狼人咬死，被瑟琳用自身的血而复活。导致自己也拥有了不怕阳光的能力。已经把瑟琳当是自己的家人。成为新任王者之一。                                               |
| 托比亞·曼齊司     | 馬略斯 Marius            | 狼族的新領袖，为了毁灭所有吸血鬼杀死麦可，抽光他的血。令自己获得更强的力量去对抗吸血鬼，意图从瑟琳那里获得她女儿的血。但得知瑟琳无法找到自己的女儿时，杀死了瑟琳。准备攻打吸血鬼王族最后一所安全屋。                                                                           |
| 彼得·安德森       | 維達爾 Vidar             | 北部吸血鬼基地的首领，托阿蜜莉亞和湯瑪士一直留在基地等待大衛。 |
| 拉娜·普拉芙       | 薩米拉 Semira            | 吸血鬼委员会议员长老之一，表面上很温和，实际心狠手辣，为了获得瑟琳的血。假意赦免她的追杀令，要她回来后再其迷晕放光她的血。还杀害一群同胞嫁祸瑟琳，最後也拥有了不怕阳光的能力。                                                                                                 |
| 克萊曼汀·尼科爾森 | 莉娜 Lena                | 北部吸血鬼基地的高级死士，渴望追求和平，拥有瞬身術，非一般的吸血鬼 |
| 查爾斯·丹斯       | 湯瑪士 Thomas            | 吸血鬼長老之一，大衛的父亲，阿蜜莉亞被杀害后一直抚养着自己的儿子。西部吸血鬼基地的首领，遭狼人灭族后回到总部，為大衛斷後遭薩米拉殺害。 |
| 布拉德利·詹姆斯   | 瓦爾加 Varga             | 总部吸血鬼基地的高级死士，听命于薩米拉，与薩米拉私下有奸情。 |
| 詹姆斯·福克纳     | 卡西烏斯 Cassius         | 吸血鬼委员会议员长老之一，为人固执，认定瑟琳是头号通缉犯。 |
| 黛西·希德         | 亞歷克西婭 Alexia        | 馬略斯的吸血鬼女友，待在吸血鬼阵营得知的瑟琳消息。为了馬略斯，她不惜背叛同族，最後遭薩米拉所殺。 |
| 泰倫特·蓋勒特     | 麥可·柯文 Michael Corvin | 瑟琳男友，亞歷山大的人类后代，被盧西恩和瑟琳咬后成为混血儿，原想带着瑟琳远走高飞，却被人类囚禁十二年。逃脱之后，被狼族带回基地，却被馬略斯的野心所杀。 |
| 史薇塔·達瑞加     | 阿蜜莉亞 Amelia          | 吸血鬼三王者之一，以一己之力成立北部吸血鬼基地。在回去总部期间遭狼人伏击杀害。 |

## 製作

### 拍攝
正式拍攝於2015年10月19日在捷克的首都布拉格開始進行，在那拍攝了約十週。劇組成員包括攝影師卡爾·華特·林登勞、美術指導昂德烈·那瓦西爾、服裝設計寶珍娜·尼基京斯基和剪輯彼得·阿蒙森。攝製於2015年12月11日結束，並接著開始進入後製。

## 發行
電影最初定於2016年10月21日在美國上映，後來改至2017年1月6日上映。而臺灣和香港則搶先於2016年12月1日上映。

### 評價
爛番茄新鮮度僅19%，基於36條評論，平均分為4/10。Metacritic得分20，評價不佳。IMDB評分為6.4/10。

### 票房
在美國，《決戰異世界：弒血之戰》與《關鍵少數》、《漫漫回家路》、《怪物來敲門》共同競爭，估計首週末能從三千零七十間戲院中獲得1500萬至1900萬美元的票房。首週末票房僅1310萬美元，位居當週第四，同時也是該系列最低的成績。
在臺灣，北市首週末票房收入為659萬新臺幣，位居當週第三名。

## 備註
1. ↑  蓋勒特取代了以前史考特·史畢曼的演出。
2. ↑  達瑞加取代了以前齊塔·戈羅格（英语：Zita Görög）的演出。

## 外部連結
- 互联网电影数据库（IMDb）上《決戰異世界：弒血之戰》的资料（英文）
- Box Office Mojo上《決戰異世界：弒血之戰》的資料（英文）
- 爛番茄上《決戰異世界：弒血之戰》的資料（英文）
- AllMovie上《決戰異世界：弒血之戰》的资料（英文）
- Metacritic上《決戰異世界：弒血之戰》的資料（英文）
- Yahoo奇摩電影上《決戰異世界：弒血之戰》的資料（繁體中文）
- 開眼電影網上《決戰異世界：弒血之戰》的資料（繁體中文）
- 雅虎香港電影上《決戰異世界：弒血之戰》的資料（繁體中文）
- 时光网上《決戰異世界：弒血之戰》的資料（简体中文）
- 豆瓣电影上《決戰異世界：弒血之戰》的資料 （简体中文）
- YouTube上的【決戰異世界5: 弒血之戰】HD中文正式電影預告